# Batam
Batam é simultaneamente uma cidade e uma ilha da Indonésia, pertencente ao arquipélago das ilhas Riau. Situa-se cerca de 20 km a sul-sudeste de Singapura, da qual está esparada pelo estreito de Singapura, e a leste de Samatra.
Tem cerca de 30 km por 20 km e área de 415 km². A altitude máxima não ultrapassa os 160 m.